# NGC 2604
NGC 2604 ist eine aktive Balken-Spiralgalaxie vom Hubble-Typ SBc mit ausgedehnten Sternentstehungsgebieten im Sternbild Krebs auf der Ekliptik. Sie ist schätzungsweise 91 Millionen Lichtjahre von der Milchstraße entfernt und einem Durchmesser von etwa 70.000 Lichtjahren. Gemeinsam mit PGC 24004 bildet sie das gebundene Galaxienpaar Holm 96.

Im selben Himmelsareal befinden sich unter anderem die Galaxien PGC 23966, PGC 24098, PGC 1867229, PGC 1880142.
Das Objekt wurde am 12. März 1785 von Wilhelm Herschel entdeckt.
Am 10. April 2002 wurde in NGC 2604 die Supernova SN 2002ce entdeckt.